# Лукасевич, Ян
Ян Лукасе́вич (пол. Jan Łukasiewicz; 21 декабря 1878, Львов — 13 ноября 1956, Дублин) — польский логик и математик, член Польской академии наук (1937), один из главных представителей львовско-варшавской школы.
В 1919 году занимал пост министра по делам религиозных деноминаций и образования.
Почётный доктор Варшавского университета (1924).
С 1945 года — профессор Ирландской королевской академии в Дублине.
Работал в области логических проблем индукции и причинности и логических оснований теории вероятностей. Построил первую систему многозначной логики, а с её помощью — систему модальной логики. Разработал оригинальный язык для формализации логических выражений (т. н. Польская запись, послужившая основой для более известной обратной польской записи). По философским воззрениям — позитивист.

## Многозначная логика Лукасевича
Лукасевич разработал первую систему многозначной логики — трёхзначную логику высказываний (1920). В качестве третьего логического значения высказывания было введено значение, выражаемое словами «вероятно», «нейтрально». О каждом высказывании в системе Лукасевича можно сказать: оно либо истинно (1), либо ложно (0), либо нейтрально (1/2). Это стало возможным благодаря тому, что Лукасевич одним из первых выдвинул тезис о возможности построения логических исчислений, в которых не действует принцип непротиворечивости. На основании трёхзначной логики Лукасевич построил систему модальной логики, в которой наряду с исследованием логических операций над ассерторическими высказываниями (утверждениями и отрицаниями) исследуются так называемые модальные высказывания (сильные и слабые утверждения и отрицания).
В 1954 Лукасевич разработал четырёхзначную систему логики, а затем — бесконечнозначные (n-значные) логические системы, в которых множество истинностных значений счётно-бесконечно или имеет мощность континуума (множества). В качестве истинностных значений выступают рациональные числа из отрезка (0, 1). Моделями бесконечнозначных логик Лукасевича являются им же разработанные алгебры.

## Публикации
- Логистика и философия — Jan Łukasiewicz. Logistyka a filozofia // Przegląd Filozoficzny : журнал. — 1936. — № XXXIX. — С. 115-131.
- О науке — Jan Łukasiewicz. O nauce // Gradient : журнал. — 1994. — № 3-4 (20). — С. 75-99.
- О творчестве в науке — O tworczosci w nauce. Ksiega pamiatkowa ku uczczeniu 250 rocznicy zalozenia Uniwersytetu Lwowskiego. Lwow 1912. s.1-15
- В защиту логистики — W obronie logistyki. Myśl katolicka wobec logiki współczesnej. Studia Gnesnensia, nr.15 (1937).

На польском языке:
- Jan Łukasiewicz. O zasadzie sprzecności u Arystotelesa. Studium krytyczne. — Краков, 1910.
- J. Łukasiewicz. Z zagadnień logiki i filozofii. Pisma wybrane / J. Slupecki ed. — Варшава: PWN, 1961.
- J. Łukasiewicz. Logika i metafizyka / J. J. Jadacki ed. — Варшава: Wydział Filozofii i Socjologii Uniwersytetu Warszawskiego, 1998.

На русском языке:
- Ян Лукасевич. Аристотелевская силлогистика с точки зрения современной формальной логики / Перевод с английского Н. И. Стяжкина и А. Л. Субботина. Общая редакция и вступительная статья проф. П. С. Попова. — М.: Издательство иностранной литературы, 1959. — 313 с.
  - Переиздание: М.: Тривиум, 2000, ISBN=5-1251-0125-7.
- Ян Лукасевич. О принципе противоречия у Аристотеля. Критическое исследование / Перевод с польского Б. Т. Домбровского. Общая редакция, вступительная статья и примечимечания профессора А. С. Карпенко. — М.—СПб.: Центр гуманитарных инициатив, 2012. — 255 с. — ISBN 978-5-98712-038-5.

На английском языке:
- Jan Łukasiewicz. Aristotile's sillogistic from the standpoint of modern formal logic. — Оксфорд, 1957.
- J. Łukasiewicz. Selected Works / L. Borkowski ed.. — Amsterdam & Warszawa: North-Holland & PWN, 1970.